# Карін Борню
Карін Борню (фр. Carine Bornu; нар. 28 квітня 1975) — колишня французька тенісистка.
Найвищу одиночну позицію світового рейтингу — 242 місце досягла 10 липня 2000, парну — 256 місце — 18 червня 2001 року.
Здобула 2 одиночні та 2 парні титули.

## Фінали ITF
| Легенда         |
| --------------- |
| Турніри $25,000 |
| Турніри $10,000 |

### Одиночний розряд: 3 (2–1)
| Результат | Ранг | Дата           | Турнір                  | Покриття | Суперниця          | Рахунок       |
| --------- | ---- | -------------- | ----------------------- | -------- | ------------------ | ------------- |
| Поразка   | 1.   | 19 квітня 1998 | Cagnes-sur-Mer, Франція | Тверде   | Нансі Фебер        | 0–6, 1–6      |
| Перемога  | 1.   | 28 лютого 1999 | Фару, Португалія        | Тверде   | Ніно Луарсабішвілі | 6–3, 6–3      |
| Перемога  | 2.   | 15 серпня 1999 | Saint-Gaudens, Франція  | Ґрунт    | Анн-Лор Ейтц       | 2–6, 6–4, 6–1 |

### Парний розряд: 3 (2–1)
| Результат | Ранг | Дата           | Турнір                      | Покриття | Партнерка        | Суперниці                   | Рахунок          |
| --------- | ---- | -------------- | --------------------------- | -------- | ---------------- | --------------------------- | ---------------- |
| Поразка   | 1.   | 30 липня 2000  | Ле-Контамін-Монжуа, Франція | Тверде   | Кім де Вейлле    | Каролін Денін Б'янка Ламаде | 7–6(4), 4–6, 4–6 |
| Перемога  | 1.   | 25 лютого 2001 | Алгарве, Португалія         | Тверде   | Аліенор Трісеррі | Alice Barnes Жулі Пуллен    | 6–3, 6–3         |
| Перемога  | 2.   | 6 травня 2001  | Cagnes-sur-Mer, Франція     | Ґрунт    | Каролін Денін    | Софі Жорже Капучін Руссо    | 6–4, 6–3         |